# Festival Internacional de Cinema de Sant Sebastià 1958
La 6a edició del Festival Internacional de Cinema de Sant Sebastià va tenir lloc entre el 19 i el 29 de juliol de 1958. La inauguració va tenir lloc al Victoria Eugenia Antzokia i hi eren presents Kirk Douglas, Isa Miranda, Lilian de Celis, José Suárez, María Mahor i Carmen de Lirio, i després es va projectar la pel·lícula Els víkings, protagonitzada i produïda per Kirk Douglas. El dia 20 van arribar a l'aeroport d'Hondarribia Carmen Sevilla, Paquita Rico i Bobby Deglané, i es van exhibir Ni liv d'Arne Skouen i Demasiado jóvenes de Leopoldo Torres Ríos, en presència d'una delegació argentina presidida per Luis César Amadori. El festival va clausurar finalment el 29 de juliol amb la concessió de la Conquilla d'Or a Ewa chce spać (Eva vol dormir), de Tadeusz Chmielewski, decisió qüestionada per la premsa crítica, i enmig de crítiques a la baixa qualitat de les pel·lícules exhibides.

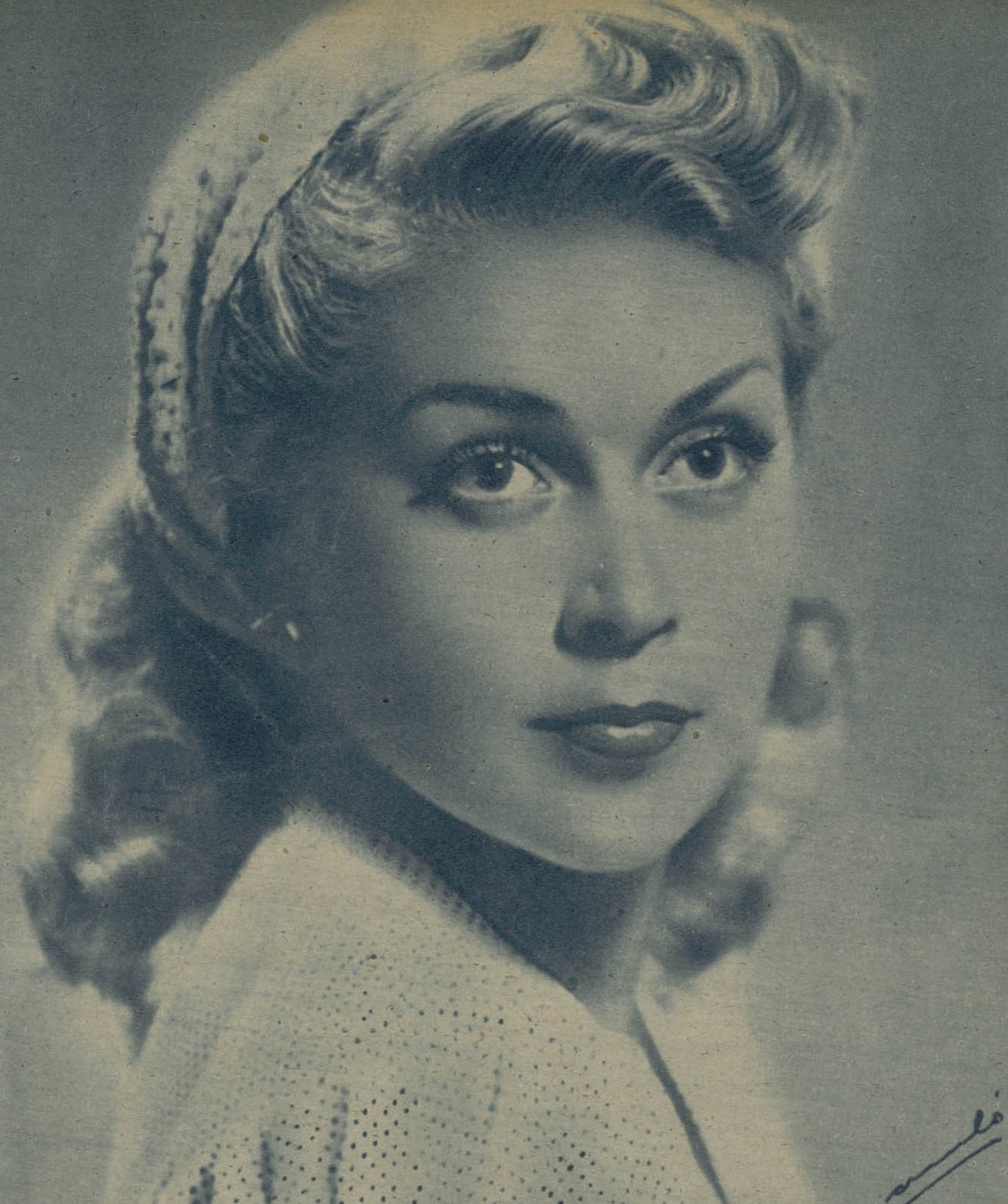
Ana Mariscal, membre del jurat

## Jurat oficial

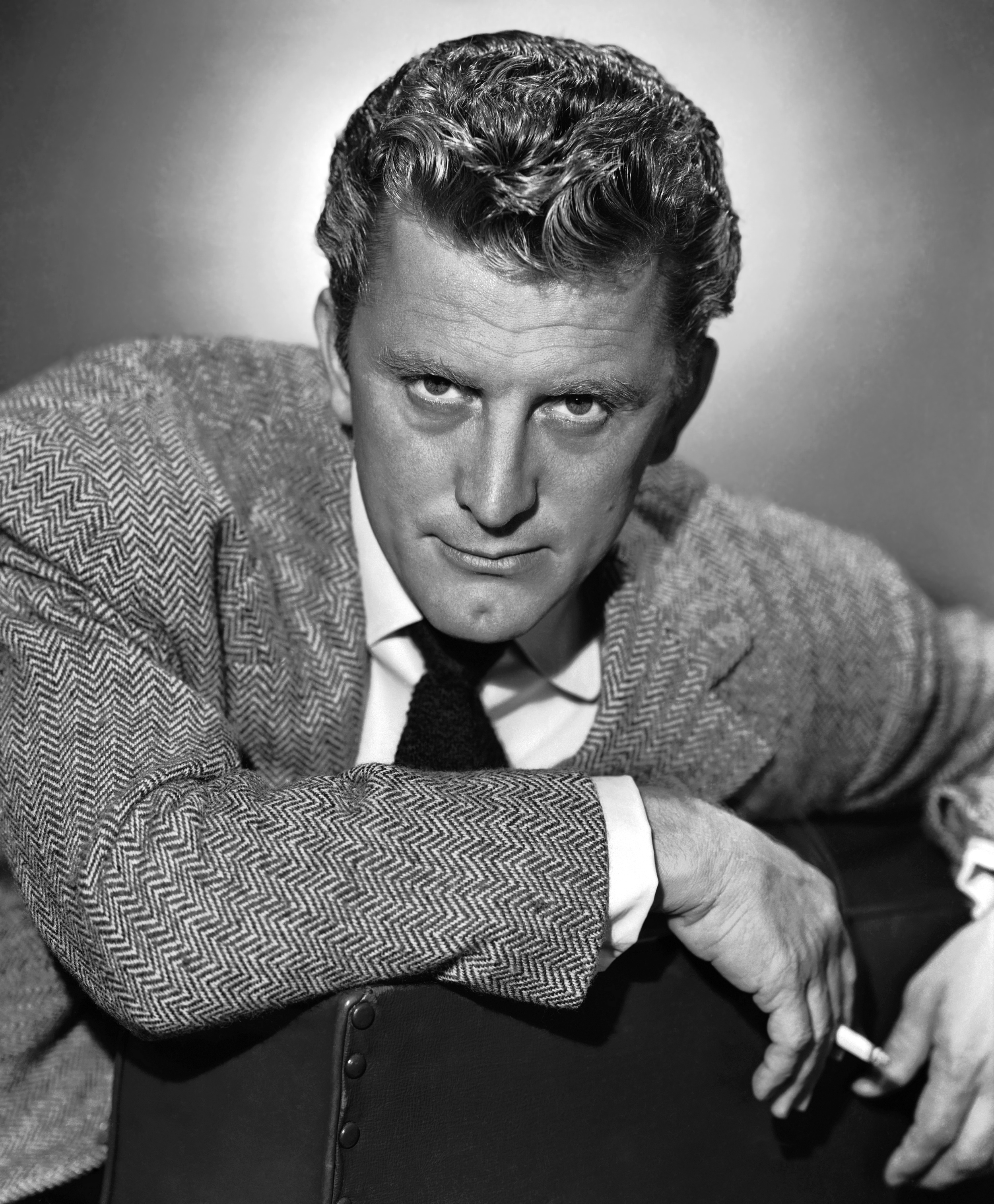
Kirk Douglas, premi al millor actor

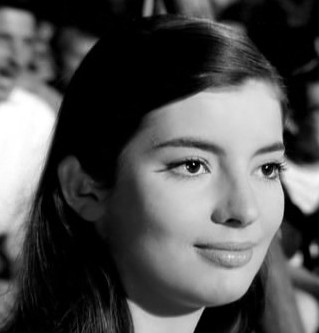
Jacqueline Sassard, premi a la millor actriu

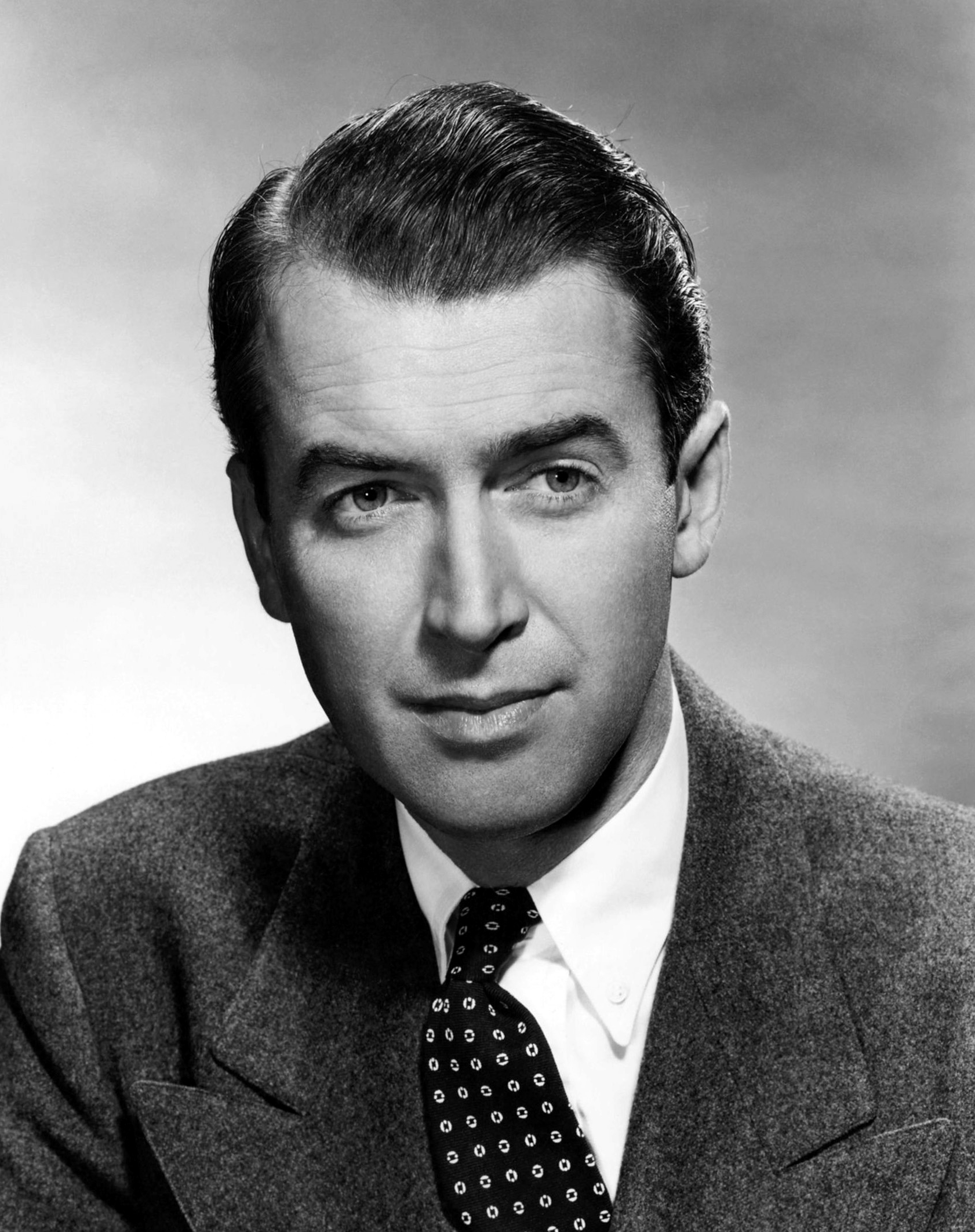
James Stewart, premi al millor actor

- Luis García Berlanga
- Charles Delac
- Anthony Mann
- Ana Mariscal
- Fritz Podehl
- Vittorio Sala

## Pel·lícules en competició
- A Time to Love and a Time to Die de Douglas Sirk [5]
- Culpables d'Arturo Ruiz Castillo
- Demasiado jóvenes de Leopoldo Torres Ríos
- Die grünen Teufel von Monte Cassino de Harald Reinl
- El caso de una adolescente d'Emilio Gómez Muriel
- El hereje de Francisco Borja Moro
- Ewa chce spać, de Tadeusz Chmielewski
- Vuur, liefde en vitaminen de Jef Bruyninckx
- Haza howa el hob de Salah Abu Seif
- I soliti ignoti de Mario Monicelli
- I limni ton pothon de Giorgos Zervos (fora de concurs)
- La Vie à deux de Clément Duhour
- El milagro de sal de Luis Moya Sarmiento
- Muhōmatsu no isshō de Hiroshi Inagaki (fora de concurs)
- Nata di marzo d'Antonio Pietrangeli
- Ni liv d'Arne Skouen (fora de concurs)
- Orders to Kill d'Anthony Asquith
- Petersburger Nächte de Paul Martin
- Sois belle et tais-toi de Marc Allégret
- Els víkings de Richard Fleischer
- Vertigen (D'entre els morts) d'Alfred Hitchcock
- Violent Playground de Basil Dearden
- Vynalez zkazy de Karel Zeman

## Palmarès
Els premis atorgats aquell any foren:
- Conquilla d'Or: Ewa chce spać, de Tadeusz Chmielewski
- Conquilla d'Or (Curtmetratge): Der Nackte Morgen, de Peter Pewas
- Ement Especial (Curtmetratge): Cuenca, de Carlos Saura  i Gentleman cambrioleur, de Louis Cuny
- Conquilla de Plata: (ex aequo) I soliti ignoti, de Mario Monicelli  i Vertigo, d'Alfred Hitchcock
- Premi Zulueta d'Interpretació Femenina: Jacqueline Sassard, per Nata di marzo, d'Antonio Pietrangeli
- Premi Zulueta d'Interpretació Masculina: (ex aequo) Kirk Douglas, per Els víkings, de Richard Fleischer i James Stewart, per Vertigo, d'Alfred Hitchcock
- Premi Perla del Cantàbric a la Millor Pel·lícula de Parla Hispana: Desert. Esment per a Demasiado jóvenes de Leopoldo Torres Ríos